# Паулінка
Паулінка (пол. Paulinka) — село в Польщі, у гміні Ілув Сохачевського повіту Мазовецького воєводства.
Населення — 155 осіб (2011).
У 1975-1998 роках село належало до Плоцького воєводства.

## Демографія
Демографічна структура станом на 31 березня 2011 року:
|          | Загалом | Допрацездатний вік | Працездатний вік | Постпрацездатний вік |
| -------- | ------- | ------------------ | ---------------- | -------------------- |
| Чоловіки | 70      | 9                  | 53               | 8                    |
| Жінки    | 85      | 23                 | 50               | 12                   |
| Разом    | 155     | 32                 | 103              | 20                   |